# نصرالله جهان بين (لوداب)
نصرالله جهان بين (بالفارسية: نصرالله جهان‌بین) هي قرية تقع في إيران في قسم لوداب الريفي. يقدر عدد سكانها بـ 30 نسمة .